# مقد العبية (الشحر)
'

تعديل مصدري - تعديل

مقد العبية هي إحدى قرى عزلة الشحر بمديرية الشحر التابعة لمحافظة حضرموت، بلغ تعداد سكانها 415 نسمة حسب تعداد اليمن لعام 2004.